# Omorgus squalidus
Omorgus squalidus là một loài bọ cánh cứng trong họ Trogidae.